# Gurdwara

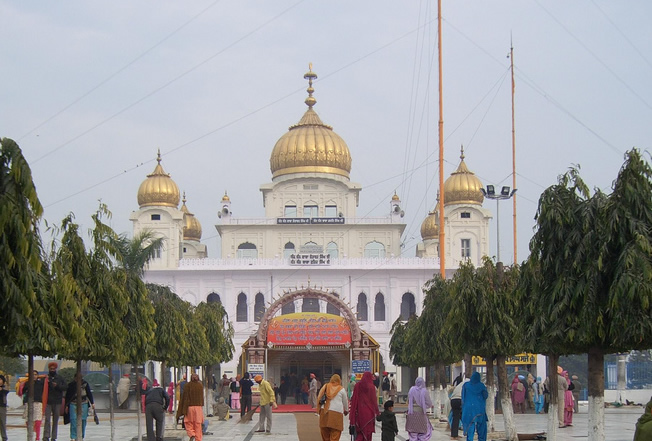
Gurdwara Fatehgarh

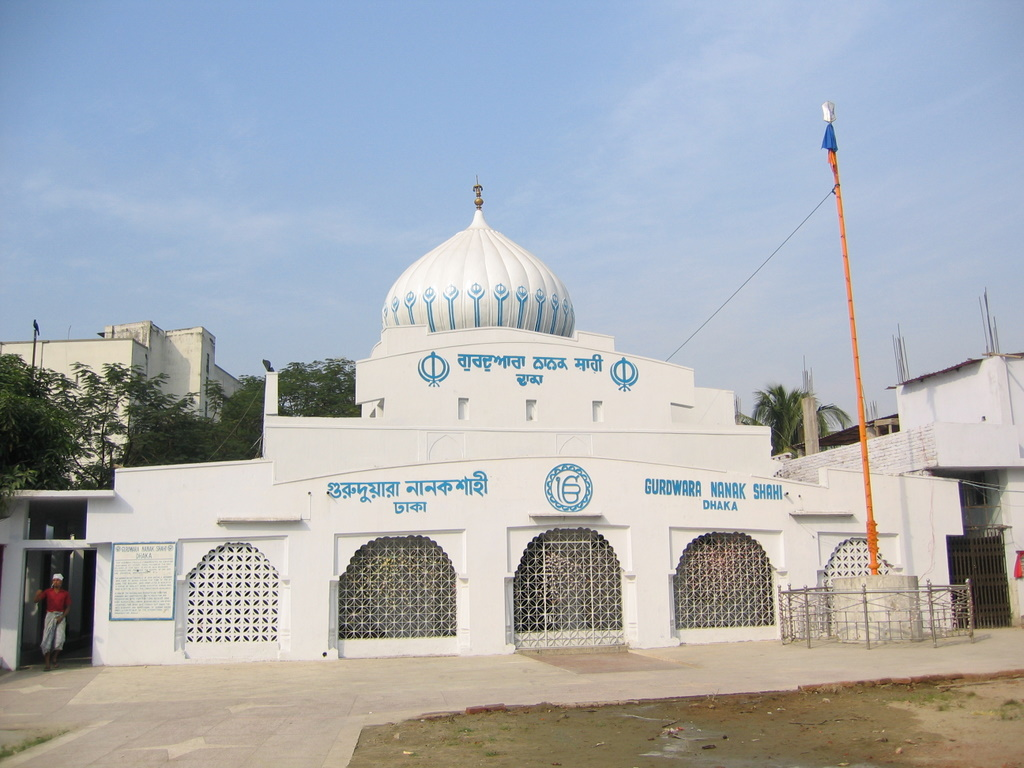
Gurdwara in Bangladesh

Een gurdwara of gurudwara (Punjabi: ਗੁਰਦੁਆਰਾ, afgeleid van gur(u) en dvâr(a): "deur") is een gebedshuis van de sikhs. De gurdwara vormt het middelpunt van de sikh-gemeenschap. Van een sikh wordt verondersteld dat hij zich zo dikwijls hij maar kan bij de gemeenschap in de gurdwara vervoegt. 
Een gurdwara is niet alleen een gebedsplaats, het is het centrum van spirituele, sociale en educatieve activiteiten. Daarnaast hebben veel grotere gurdwara's een gaarkeuken waar maaltijden voor de gemeenschap en armen bereid worden.
Het woord gurdwara  verwijst naar de verblijfplaats van de goeroe. Het centrale en voornaamste voorwerp in de tempel is de goeroe, het heilige boek Goeroe Granth Sahib. Het boek is gewikkeld in een fijn geborduurde “rumalas”-stof. Gewoonlijk is de tempel de gehele dag geopend voor iedereen en beginnen de diensten voor zonsopgang met het openslaan van de Goeroe Granth Sahib, en het uitspreken van de Ardas. Vervolgens wordt een richtlijn uit de Hukam (heilige preek) gelezen. Dat wordt gevolgd door het dagelijks gebed en de Aasa Di War. In sommigen gurdwara’s zijn er middag- en namiddagsessies waarbij de sikh-geschiedenis geleerd wordt aan de verzamelde gemeenschap. 's Avonds wordt de Goeroe Granth Sahib gesloten na het voordragen van de Rehras Sahib, de Kirtan en de Ardas. De diensten van de Goeroe Granth Sahib kunnen zowel door mannen als door vrouwen uitgevoerd worden en tijdens deze uitvoering wordt er steeds een chaur (waaier) bij de hand gehouden om over het heilige boek te wuiven.
Een gurdwara mag niet met schoenen aan of onbedekt hoofd betreden worden. Wie geen tulband draagt moet zijn hoofd bedekken met een stuk stof. Bij een bezoek aan een gurdwara wast een sikh de handen, om daarna naar de voornaamste ruimte te gaan en voor de Goeroe Granth Sahib te buigen, offerandes aan te bieden en hulde te betuigen door met het voorhoofd de grond aan te raken. Daarna vervoegt de bezoeker zich bij de sangat (gemeenschap) en, afhankelijk van de tijd van de dag, de pangat (maaltijd).